# Morebilus blackdown
Morebilus blackdown is een spinnensoort uit de familie Trochanteriidae. De soort komt voor in Queensland.